# Пища для души (кухня)

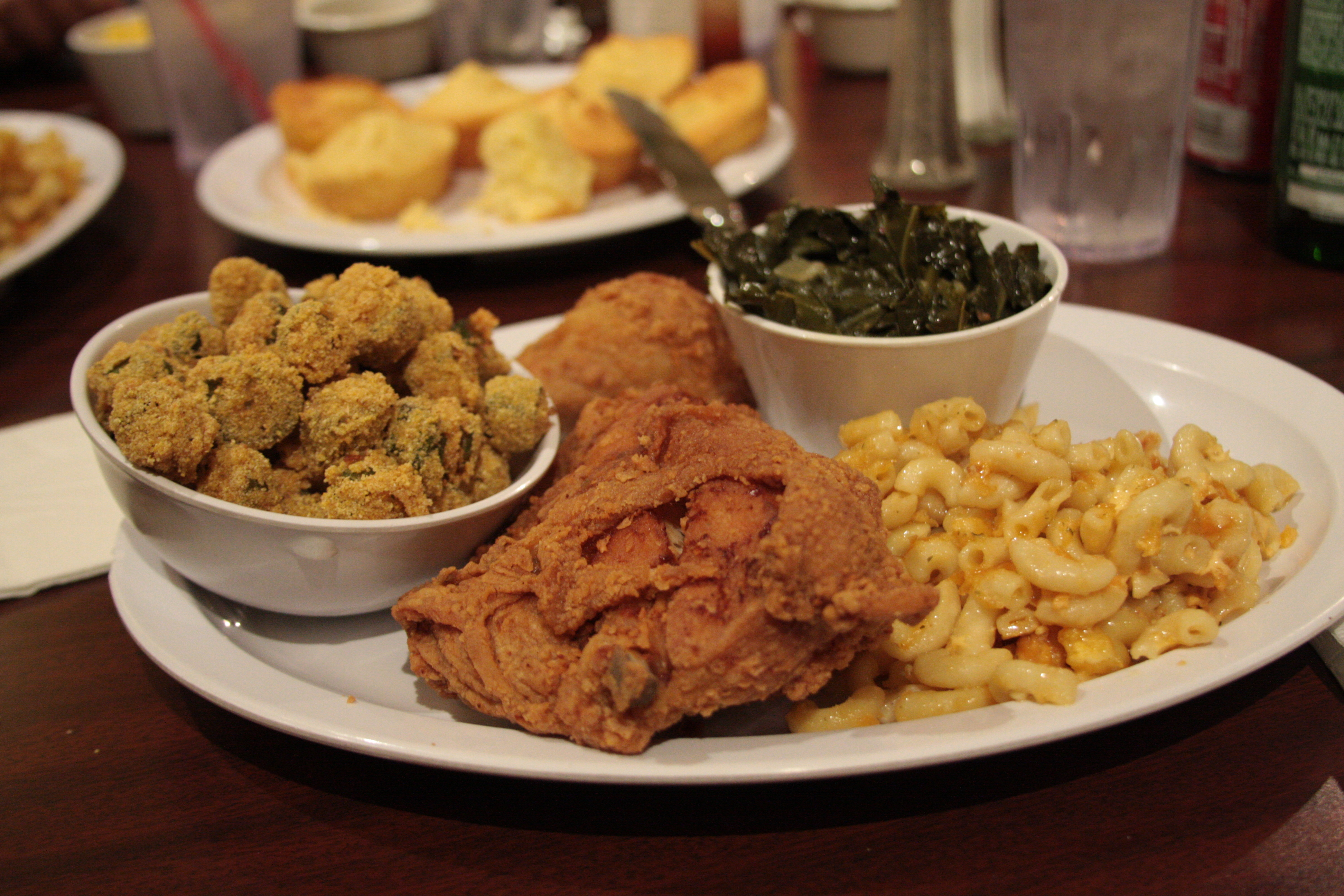
Жареный цыплёнок с макаронами и сыром, тушёной Листовая капуста, жареной бамией и кукурузным хлебом

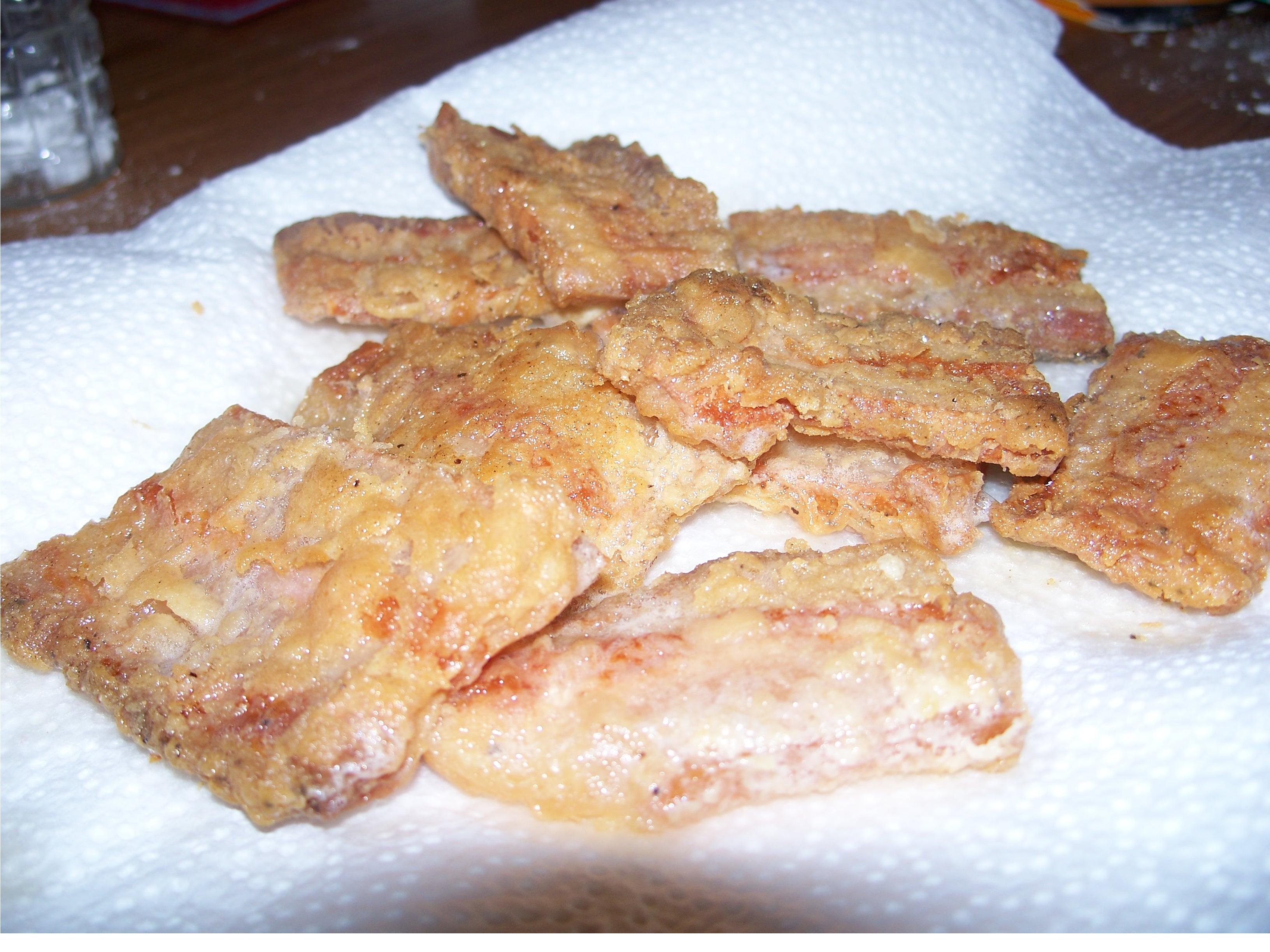
Панированный жареный шпик (шкварки)

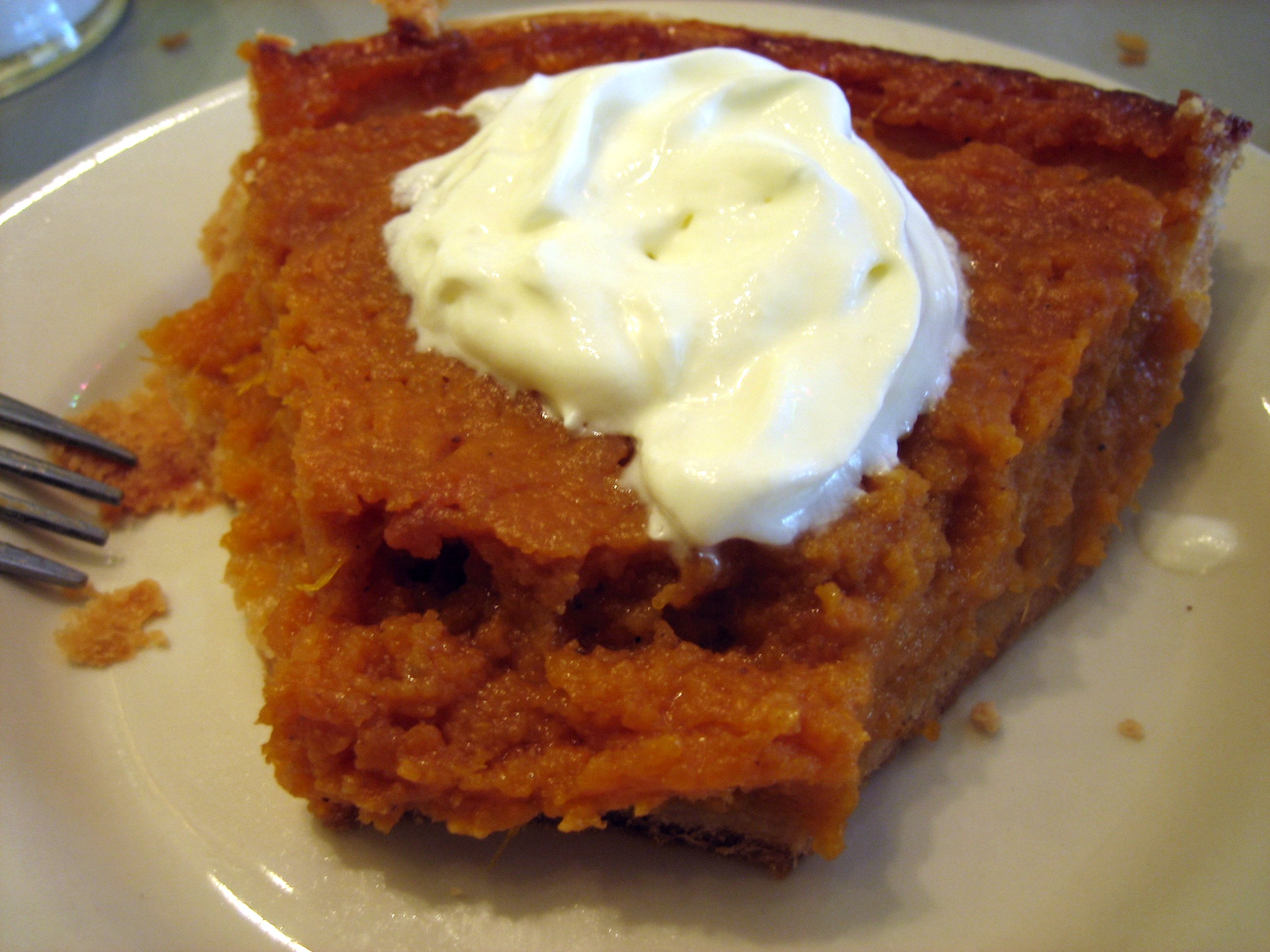
Бататовый пирог

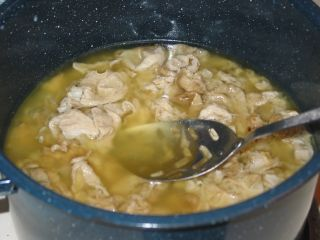
Блюдо из свиных кишок читтерлингс

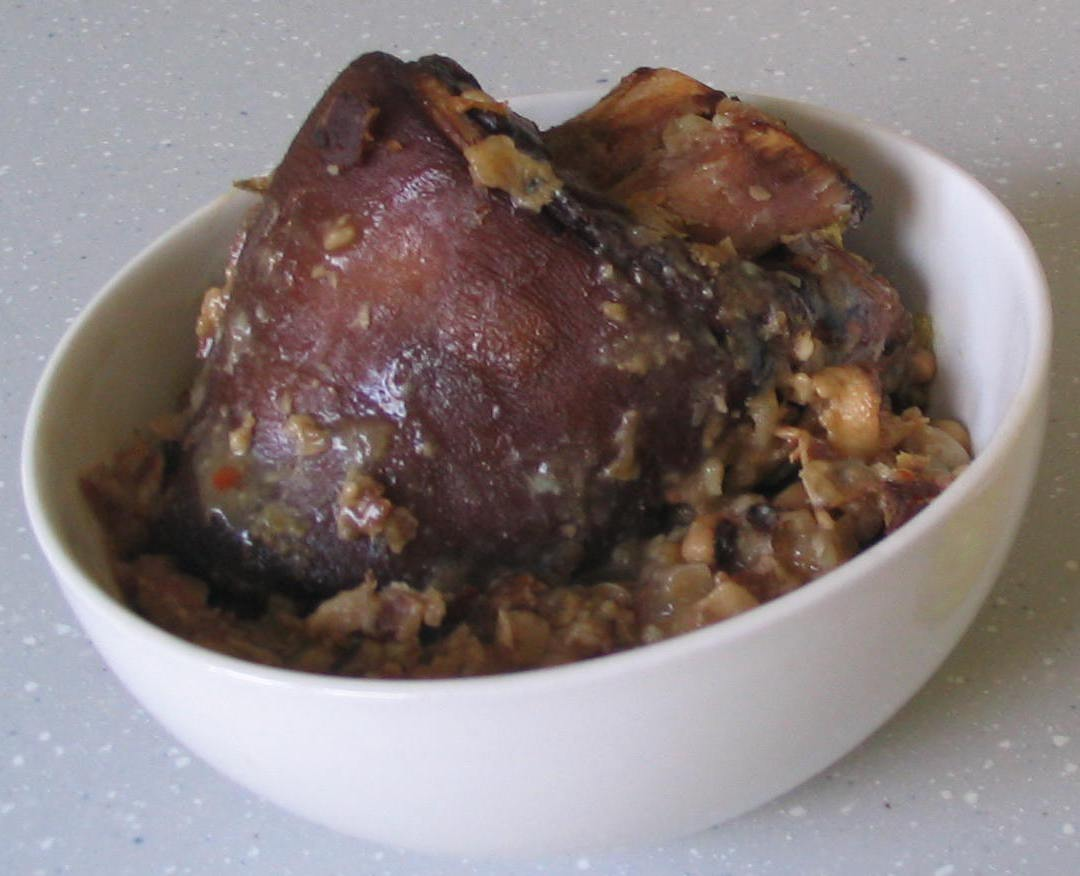
Рулька и черноглазый горох

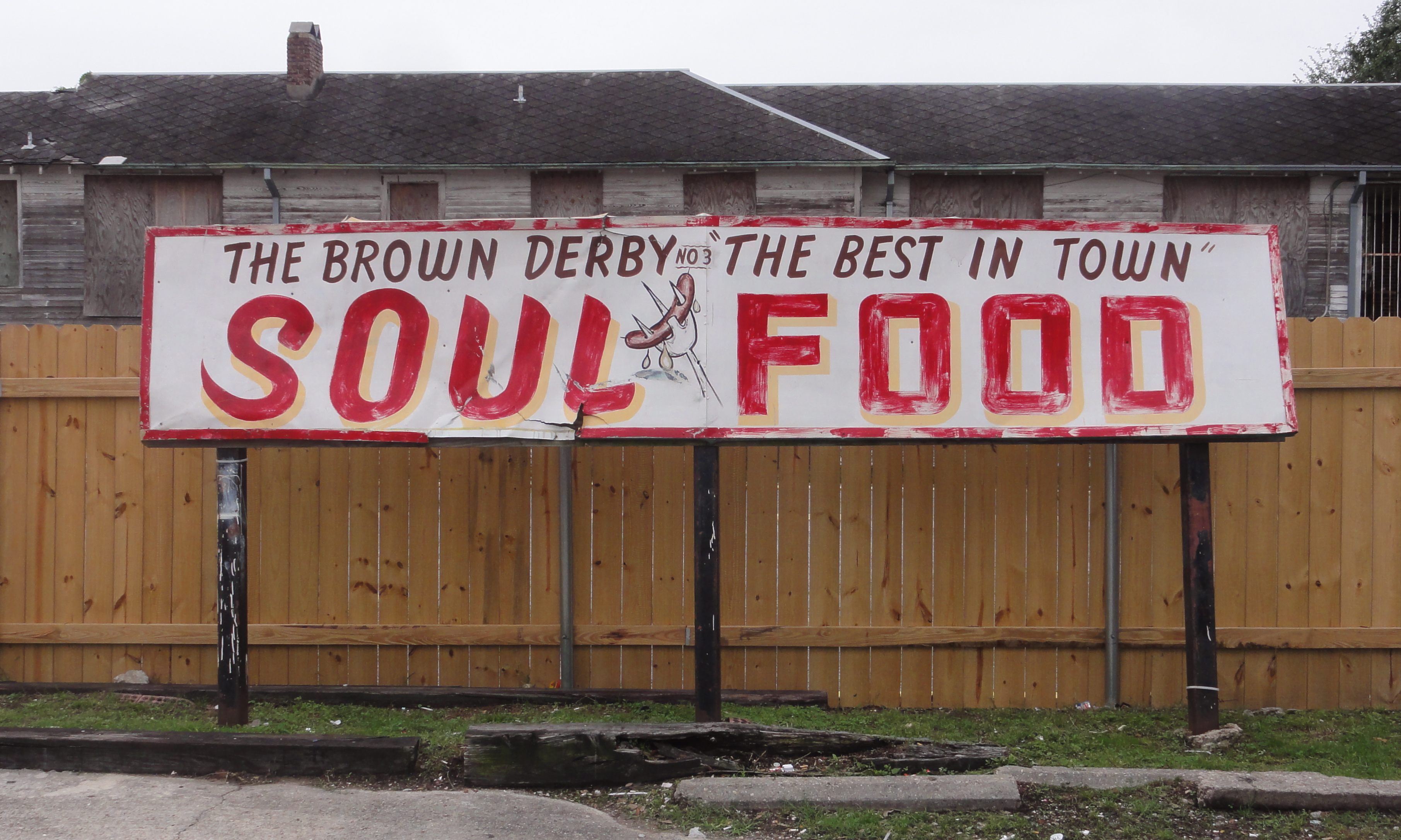
Вывеска заведения пищи для души в Новом Орлеане

Пища для души (англ. Soul food) — этническая кухня, которую традиционно готовят и едят афроамериканцы из южных штатов США. Не существует согласованного определения пищи для души, которое отличало бы её от кухни юга США, но существует точка зрения, что пищу для души в основном готовят чернокожие американцы.
Пища для души возникла из продуктов, которые рабовладельцы давали порабощённым чернокожим американцам на южных плантациях в период довоенного Юга (до начала Гражданской войны в США). На кулинарные традиции пищи для души сильно повлияли обычаи жителей Западной Африки и индейцев Юго-Востока США. Из-за исторического присутствия афроамериканцев в регионе еда для души тесно связана с кухней американского Юга. Выражение «пища для души» возникло в середине 1960-х годов, когда слово «soul» широко использовалось для описания афроамериканской культуры.

## Происхождение
Пища для души возникла на Глубоком Юге, в основном в Алабаме, Миссисипи и Джорджии, среди бедных белых фермеров. Типичные для фермеров способы и рецепты приготовления простой сытной пищи были массово переняты чёрными рабами.
Термин «пища для души» стал популярным в 1960-х и 1970-х годах в разгар движения Black Power. Одно из первых письменных употреблений этого термина можно найти в «Автобиографии Малкольма Икса», которая была опубликована в 1965 году. Лерой Джонс (Амири Барака) опубликовал статью под названием «Пища для души», в которой выступал за превращение еды в часть идентичности чернокожих американцев. Те, кто участвовал в Великом переселении чернокожих нашли в пище для души напоминание о доме и семье, которые они оставили после переезда в незнакомые северные города. Рестораны Soul food, принадлежавшие чернокожим, служили местами встреч по соседству, где люди общались и ели вместе.
На рецепты пищи для души повлияли западноафриканские и европейские способы приготовления еды, которые были адаптированы к местным условиям. А также традиции и продукты американских индейцев, в частности, широкое использование кукурузы.
Многие продукты, являющиеся неотъемлемой частью кухни, происходят из ограниченного количества и ассортимента продуктов питания, которые были в наличии у бедных южных фермеров, ведущих натуральное хозяйство. Это, в свою очередь, отражалось в пайках, которые давали рабам их хозяева. Невольники обычно получали пек кукурузной муки и 3-4 фунта свинины в неделю, и из этих пайков формировалась основа афроамериканской пищи для души.
Большинство рабов нуждались в высококалорийной диете, чтобы восстанавливать силы, потраченные на работе в полях или выполнение других физически тяжелых работ. Это привело к массовому принятию проверенных временем колониальных методов приготовления пищи, таких как жарка продуктов, панировка мяса и рыбы с кукурузной мукой и смешивание мяса с овощами (например, добавление свинины в листовую капусту). В конечном счете, учитывая близость богатых рабовладельцев к их рабам, этот стиль приготовления пищи и рецепты были переняты и в аристократической южной культуре, поскольку рабы были основными поварами в домашних хозяйствах на плантациях.
Бедные белые и чёрные на Юге готовили много аналогичных блюд, происходящих из традиции пищи для души, но чьи способы приготовления иногда различались.
Пища для души распространилась по Соединенным Штатам, когда афроамериканцы с юга перебрались в крупные города по всей стране, такие как Чикаго и Нью-Йорк. Они принесли с собой еду и традиции юга Соединенных Штатов.
Пища для души часто встречается на религиозных и общественных мероприятиях, таких как похороны, собрания, День Благодарения и Рождество в чёрном сообществе.
Пища для души культурно похожа на цыганскую кухню в Европе.

## Влияние на здоровье

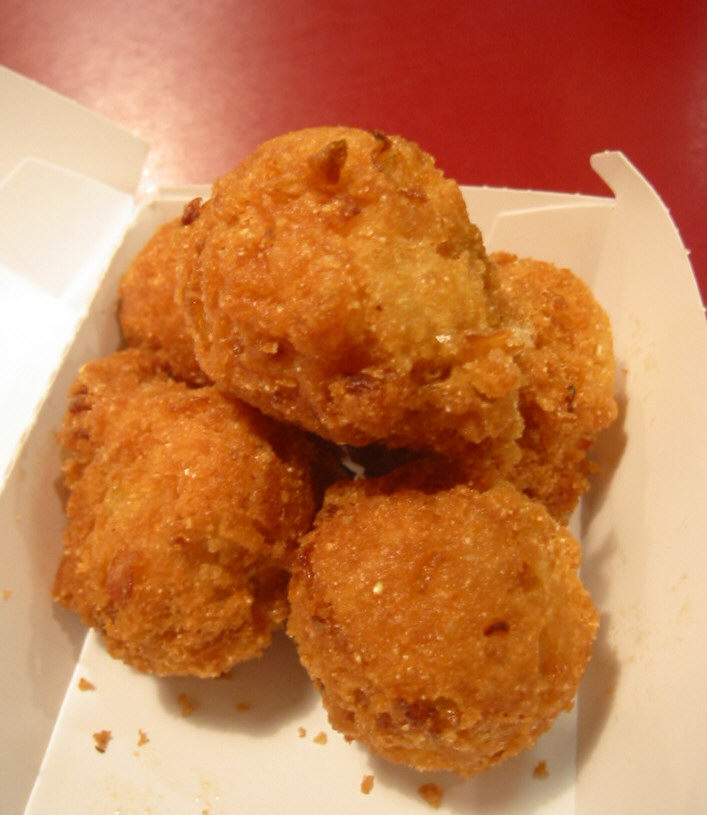
Хашпаппи — обжаренные во фритюре шарики из теста на основе кукурузной муки

Пища для души, приготовленная традиционным способом и потребляемая в больших количествах, может нанести вред здоровью. Противники пищи для души заявляли о проблемах со здоровьем, связанных с кулинарными традициями, с тех пор, как это название было придумано в середине XX века.
Пища для души подвергалась критике за высокое содержание крахмала, жира, натрия, холестерина и калорий, а также за недорогой и часто некачественный характер ингредиентов, таких как солёная свинина и кукурузная мука. В свете этого некоторые считают, что пища для души связана с непропорционально высокими показателями высокого кровяного давления (гипертония), диабета 2 типа, закупорки артерий (атеросклероз), инсульта и сердечного приступа, от которых страдают афроамериканцы.
С другой стороны, критики и традиционалисты утверждают, что попытки сделать пищу для души более здоровой также делают её менее вкусной, а также менее культурно/этнической.
Важным аспектом приготовления пищи для души было повторное использование кулинарного жира. Поскольку многие повара не могли позволить себе купить новый жир взамен того, что они использовали, они сливали кулинарный жир в контейнер. После полного остывания он снова затвердевал, и его можно было использовать снова, когда повару в следующий раз понадобится жир.
Вместе с тем, некоторые из ингредиентов, включенных в рецепты пищи для души, имеют выраженную пользу для здоровья. Листовая капуста и другая зелень являются богатыми источниками витаминов (включая витамин А, В6, фолиевую кислоту или витамин В9 , витамин К и С), минералов (марганец, железо и кальций), клетчатки и небольшого количества омега- 3 жирных кислот. Они также содержат ряд фитонутриентов, которые, как считается, играют роль в предотвращении рака яичников и молочной железы. Горох и бобовые являются недорогими источниками белка, а также содержат важные витамины, минералы и клетчатку.